# Układ przywspółczulny
Układ przywspółczulny, układ parasympatyczny (łac. systema parasympathicum), in. układ cholinergiczny – podukład autonomicznego układu nerwowego odpowiedzialny za odpoczynek organizmu i poprawę trawienia. W uproszczeniu można powiedzieć, że działa on antagonistycznie (odwrotnie) do układu współczulnego. Włókna nerwowe układu przywspółczulnego wychodzą z pnia mózgu. Większość z nich przebiega wspólnie z nerwem błędnym, dochodząc do płuc, serca, żołądka, jelit, wątroby itp. W układzie tym, podobnie jak w układzie współczulnym, występują zwoje, leżące w pobliżu unerwianych narządów lub w samych narządach oraz sploty (np. splot sercowy, płucny), natomiast w przeciwieństwie do niego układ przywspółczulny nie reaguje jako całość, lecz aktywizuje tylko te funkcje, które są niezbędne w danym czasie.
Neurotransmiterem układu jest wyłącznie acetylocholina (zarówno we włóknach przed- jak i zazwojwych), która pobudza receptory muskarynowe i nikotynowe.
Ośrodki układu przywspółczulnego znajdują się w odcinku krzyżowym rdzenia kręgowego (S2-S4) oraz w jądrach przywspółczulnych nerwów czaszkowych III, VII, IX i X.

## Czynności układu
- zwężanie źrenicy,
- wydzielanie dużej ilości rzadkiej śliny[1],
- hamowanie czynności serca (zmniejszanie siły skurczu),
- zwężanie oskrzeli,
- rozszerzanie naczyń krwionośnych powodujące spadek ciśnienia tętniczego krwi,
- nasilanie skurczów przewodu pokarmowego,
- kurczenie pęcherza moczowego,
- wzrost wydzielania insuliny,

Substancje pobudzające czynność tego układu nazywa się parasympatykomimetykami, natomiast substancje hamujące układ przywspółczulny nazywa się parasympatykolitykami (cholinolitykami). Niektóre z nich, zarówno pobudzające jak i hamujące, stosuje się w lecznictwie.